# Kurt Frey (Verwaltungsjurist)
Kurt Frey (* 11. August 1913 in Kiel; † 19. Dezember 1993) war ein deutscher Verwaltungsjurist und Bildungsexperte. Von 1955 bis 1975 war er Generalsekretär der Kultusministerkonferenz.

## Leben
Nach dem Abitur 1932 an der Kieler Gelehrtenschule studierte der Sohn einer Juristenfamilie Rechtswissenschaften in Kiel und München und legte im Mai 1937 die erste juristische Staatsprüfung ab. Zuvor hatte der passionierte Segler an den Olympischen Segelwettbewerben von 1936 teilgenommen und mehrere Studienreisen ins Ausland unternommen. Sein Interesse galt vor allem den skandinavischen Ländern, wo er auch nach dem Studium gelegentlich als Sportjournalist tätig war; er heiratete auch eine Schwedin.
Bei Ausbruch des Zweiten Weltkrieges wurde Frey eingezogen und diente als Seeoffizier der Reserve. Nach der Rückkehr aus der Gefangenschaft wurde er 1947 zunächst Geschäftsführer des Studentenwerks Kiel und übernahm 1950 die Geschäftsführung des damaligen Verbandes Deutscher Studentenwerke (heute: Deutsches Studentenwerk, DSW). In dieser Funktion hatte er Anteil an den ersten Sozialerhebungen der Studentenwerke sowie – auf deren Grundlage – am Zustandekommen des Honnefer Modells, einem wichtigen Vorläufer des Bundesausbildungsförderungsgesetzes.
Frey wurde außerdem Mitglied des Vorstandes der deutschen Sektion des World University Service und 1953 zum Generalsekretär der Deutschen UNESCO-Kommission berufen.
1955 übernahm er schließlich den Posten des Generalsekretärs der Kultusministerkonferenz, den er bis zu seiner Pensionierung 1975 innehatte. In dieser Zeit betrieb er den Ausbau des KMK-Sekretariates, unter anderem durch Angliederung der Zentralstelle für ausländisches Bildungswesen, des Pädagogischen Austauschdienstes oder der 1947 in Wiesbaden gegründeten „Pädagogische Arbeitsstelle“ (seit 1957 Dokumentations- und Auskunftsdienst der KMK).

## Veröffentlichungen
- Konstruktiver Föderalismus. Gesammelte kulturpolitische Beiträge 1948–1975, ausgew. u. eingel. von Christoph Führ, Weinheim 1976, ISBN 3-407-65601-7